# 치치야스
치치야스(일본어: チチヤス 지치야스[*], 영어: CHICHIYASU)은 일본의 우유 및 유제품 회사이다. 2011년부터 이토엔의 완전 자회사가 되었다. 1917년에 일본에서 처음으로 요구르트를 판매한 기업으로 알려져 있다.